# Pierre Ragues
Pierre Ragues (Caen, 10 de enero de 1984) es un piloto de automovilismo francés. Participó doce veces en las 24 Horas de Le Mans.

## Carrera

### Inicios en el karting
Se inició en el karting en 1994 y consiguió su primer título de campeón de Normandía al año siguiente en mínima. De joven, obtuvo los títulos de subcampeón de Normandía en 1996 y luego campeón de Normandía en 1997. Ese mismo año terminó 2º en el Trophée de France.
Acostumbrado a los lugares de honor, fue entonces subcampeón de Île-de-France junior en 1998, subcampeón de la esperanza de Normandía al año siguiente, luego subcampeón de la esperanza de Francia en 2000.
En su primera temporada en la élite en 2001, fue 3º en el Campeonato de Francia, 2º en la Monaco Kart Cup de Fórmula A y participó en la Speedy World Cup Indoor en el Palais omnisports de Paris-Bercy (equipo francés N1 con Julien Poncelet y Franck Perera). En 2002 obtuvo un 2º puesto en las 24 Horas de Le Mans de karting.
Si bien se inició en el automovilismo en 2003, continuó su carrera en el karting y entró en la categoría super ICC en 2005 y 2006 con una victoria en las 24 Horas de Le Mans de karting en 2005 y lugares de honor en la Copa del Mundo, en el Europeo Campeonato y en el Campeonato del Mundo.

### Debut en monoplazas
Por lo tanto, fue en 2003 cuando Pierre Ragues ingresó al automovilismo a través de la Fórmula Campus. Obtuvo una victoria, ocho podios y tres poles, y terminó segundo detrás de Laurent Groppi. El equipo SG Formula le permitió debutar en 2004 en la Eurocopa de Fórmula Renault y en el Campeonato Francés de Fórmula Renault, pero cambió de equipo al año siguiente por Epsilon Sport.

### Carrera en resistencia
En 2006, su carrera giró hacia la resistencia con un compromiso con la Le Mans Series con el equipo Paul Belmondo Racing. También vivió su primera participación en las 24 Horas de Le Mans que terminó en retiro.
El equipo Paul Belmondo Racing cesó sus actividades en 2007. Pierre Ragues luego hizo su regreso a los monoplazas alineándose en el Fórmula Master Internacional con el equipo Euronova Racing.
Firmó en 2008 con el equipo Saulnier Racing para competir en las Le Mans Series y las 24 Horas de Le Mans. Terminó decimoctavo en la clásica de Le Mans y subió al último escalón del podio en la categoría LMP2. Luego pasó dos temporadas con Signature antes de volver a competir para OAK Racing en 2011.
En 2013, condujo para Alpine en la European Le Mans Series y en las 24 Horas de Le Mans. Con Nelson Panciatici, ganaron las 3 Horas de Hungaroring y se proclamaron campeones al final de la temporada.
En 2016, con motivo de su décima participación en las 24 Horas de Le Mans, se incorporó al equipo Larbre Compétition.
En 2017, regresó a Signatech Alpine y nuevamente terminó tercero en la categoría LMP2 en las 24 Horas de Le Mans mientras ocupaba el cuarto lugar en la general. Cambió de equipo al año siguiente y se unió a Duqueine Engineering para conducir en la European Le Mans Series.

### Carrera en el rally
En 2020, ganó el rally de Monza en la categoría R-GT en un Alpine A110.

### Televisión
Durante las 24 Horas de Le Mans de 2021 los días 21 y 22 de agosto de 2021, Pierre Ragues, que no participará en el evento de este año, es un conductor-asesor para comentar y descifrar la carrera en vivo en el canal L'Équipe junto a Thibaut Villemant y Anthony Drevet. Esta es la primera vez que la cadena Boulogne-Billancourt ha establecido un sistema tan grande con todo el campo reubicado en Le Mans para seguir la carrera como hilo conductor durante todo el fin de semana. La antena se tomó el sábado por la mañana durante la vuelta de calentamiento para hacerlo el domingo alrededor de las 6 p. m. Este equipo de comentaristas se turna cada tres horas con el otro trío formado por Stéphane Richelmi, Marc Minari y Paul Petit. Con la intervención de las cámaras de Mylène Dorange en los paddocks para interrogar a los pilotos que salen del relevo, y las de France Pierron que muestran todos los "lados" tras bambalinas de las "24 Horas", el objetivo es tener una cobertura óptima con solo un corte de 2am a 6am.
Para el piloto de Caen, esta no es la primera experiencia televisiva porque ya había comentado carreras europeas o carreras de cuatro horas.

## Palmarés
- 3º en el Campeonato de Francia de Karting Elite en 2001
- 2º en la Monaco Kart Cup de Fórmula A en 2001
- Ganador de las 24 Horas de Le Mans de karting en 2005
- Subcampeón de Francia en Fórmula Campus en 2003
- 3º en la clase LMP2 en las 24 Horas de Le Mans de 2008
- Campeón de las European Le Mans Series 2013